# Jumanji: Vítejte v džungli!
Jumanji: Vítejte v džungli! (v anglickém originále Jumanji: Welcome to the Jungle) je americký akční dobrodružný komediální film z roku 2017. Režie se ujal Jake Kasden a scénáře Chris McKenna, Erik Sommers, Scott Rosenberg a Jeff Pinker. Je to druhý film z Jumanji franšíze, inspirovaný obrázkovou stejnojmennou knihou od Chrise Van Allsburga a je sequelem filmu Jumanji (1995). Hlavní role hrají Dwayne Johnson, Jack Black, Kevin Hart, Karen Gillan, Nick Jonas a Bobby Cannavale. Film se odehrává dvacet let po prvním filmu a točí se kolem čtyř teenagerů, kteří jsou poslaní do světa Jumanji prostřednictvím videohry, kterou hrají jako postavy, které si vybrali. Společně musí překonat kouzlo hry, vyhrát a vrátit se domů.
Natáčení bylo zahájeno na Havaji v září roku 2016. Světovou premiéru měl v Paříží dne 5. prosince 2017. Ve Spojených státech byl vydán dne 20. prosince 2017 a v České republice dne 21. prosince 2017. Od kritiků si vysloužil spíš pozitivní recenze. Film nazývají "milým překvapením" a chválí obsazení. Celosvětově film vydělal přes 940 milionů dolarů.

## Obsazení

### Jumanji
- Dwayne Johnson jako Dr. Hořan Bravestone (Spencerův avatar)
- Kevin Hart jako Franklin Myš Finbar (Chláďův avatar)
- Jack Black jako profesor Sheldon „Shelly“ Oberon (avatar Bethany)
- Karen Gillan jako Ruby Roundhouse (avatar Marthy)
- Nick Jonas jako Jefferson McDonough (avatar Alexe)
- Bobby Cannavale jako Russel Van Pelt
- Rhys Darby jako Nigel Billingsley
- William Tokarsky jako obchodník
- Rohan Chand jako chlapec v bazaru

### Realita
- Alex Wolff jako Spencer Gilpin
- Ser'Darius Blain jako Anthony "Fridge (Chláďa)"
- Madison Iseman jako Bethany Walker
- Morgan Turner jako Martha Kaply
- Mason Guccione jako Alex Vreeke
  - Colin Hanks jako dospělý Alex Vreeke
- Marc Evan Jackson jako ředitel Bentley
- Sean Buxton jako Alexův otec
  - Tim Matheson jako starší Alexův otec
- Maribeth Monroe jako učitelka
- Missi Pyle jako trenérka Webb

## Děj
Čtveřice studentů(Spencer,Anthony Fridge přezdívaný Chláďa, Bethany a Martha) objeví videohru Jumanji.
Náhle se sami ve hře ocitnou a stanou se avatary, které si vybrali.
Ze Spencera se stane svalnatý dobrodruh Dr. Hořan Braveston( Dwayne Johnson), z Chládi se stane zoolog menšího vzrůstu Franklin Myš Finbar(Kevin Hart), u Bethany se změní pohlaví, stane se z ní profesor Sheldon Oberon(Jack Black)
a z Marthy se stane bojovnice Ruby Roundhouse(Karen Gillan)
V džungli je čeká dobrodružství plné nástrah a nebezpečí, ale také zábavy a adrenalinu.

## Produkce
Dne 1. srpna 2012 bylo potvrzeno, že Matthew Tolmach bude produkovat novou verzi filmu Jumanji. V srpnu roku 2015 společnost Sony Pictures Entertainment oznámila, že naplánovaná premiéra filmu byla stanovena na 25. prosince 2016. V říjnu roku 2015 byl najatý Scott Rosenberg na napsání scénáře. De 14. ledna 2016 bylo potvrzeno, že studio najalo Jaka Kasdana jako režiséra. Scénář napsali Rosenberg a Jeff Pinker podle původního návrhu Chrise McKenny a Erika Sommerse.
Dwayne Johnson potvrdil svojí účast na projektu ke konci dubna 2016 prostřednictvím svého instagramového účtu. V červenci roku 2016 bylo potvrzeno obsazení Nicka Jonase, Kevina Harta a Jacka Blacka. V srpnu bylo potvrzeno obsazení Karen Gillian. V září byli obsazeni Ser'Darius Blain, Madison Iseman, Rhys Darby, Morgan Turner a Alex Wolff. V listopadu 2016 byl obsazen Bobby Cannavale a v prosinci Tim Matheson.
James Newton Howard měl původně složit k filmu hudbu, nakonec byl nahrazen Henrym Jackmanem. V březnu roku 2017 byl oznámen celý název filmu Jumanji: Welcome to the Jungle.

### Natáčení
Natáčení bylo zahájeno na Havaji v září roku 2016 a skončilo dne 8. prosince 2016 v Atlantě v Georgii.

## Přijetí

### Tržby
Film vydělal 219,1 milionů dolarů v Severní Americe a 157,5 milionů dolarů v ostatních oblastech, celkově tak vydělal 376,6 milionů dolarů po celém světě. Rozpočet filmu činil 90 milionů dolarů. V Severní Americe měl premiéru dne 27. prosince 2017 a byl uveden společně s filmem Největší showman. Byl projektován výdělek za prvních šest dní kolem 60 milionů dolarů. Za první den vydělal 7,2 miliony dolarů a 7,6 milionů za den druhý. Za víkend si připsal dalších 36,2 milionů. Celkově tak za prvních šest dnů vydělal 71,9 milionů dolarů. Stal se druhým nejnavštěvovanějším filmem týdne, po filmu Star Wars: Poslední z Jediů. Za druhý týden vydělal 50,1 milionů dolarů. 

### Recenze
Film získal pozitivní recenze od kritiků. Na recenzní stránce Rotten Tomatoes získal z 165 započtených recenzí 76 procent s průměrným ratingem 6,1 bodů z deseti. Na serveru Metacritic snímek získal z 43 recenzí 58 bodů ze sta. Diváci dali filmu na serveru CinemaScore známku 1- na škále 1+ až 5. Na Česko-Slovenské filmové databázi snímek získal 74%.